# Boswellia sacra
La Boswellia sacra és una planta de la família de les Burseràcies. També és coneguda com a encens, gomo-resina i olíban.

## Sinonímia (taxònomica i/o nomenclatural)
Boswellia sacra Flueck

## Noms populars
Encens, arbre de l'encens, gomo-resina i olíban.

## Ecologia

### Distribució mundial
Orient mitjà, i Àfrica del nord. És un arbre originari de Somàlia, est d'Àfrica, sud d'Aràbia i de l'Índia.

### Distribució al principat
La Boswellia carterii és un tipus de planta que necessita temperatures molt càlides per a perviure i és per això que se'n troba espontàniament solament en països amb climes tropicals i no podem trobar-ne a Catalunya

### Hàbitat
Se'n troba en zones de clima càlid, puix pot resistir temperatures molt altes mentre que no resisteix la congelació. Sol trobar-se'n en costeres rocoses fins a una alçada de 1200 m i en sòls calcaris.

## Descripció
Forma vital (de Raunkjaer): Faneròfits, els meristemes resten a més de 40 cm del terra. És el cas d'arbres i d'arbusts. Dins d'aquest s'hi distingeixen dos tipus, macrofaneròfits i nanofaneròfits.
Es tracta d'un arbust o d'un arbre petit resinós que pot fer de 2 a 8 metres d'alçària, amb un o més troncs. La seva escorça presenta una textura de paper que pot extreure's fàcilment, i que desprèn una oleoresina gomosa (encens).
Els arbres que creixen individualment en pendents escarpades desenvolupen un monyó en forma de coixí que li proporciona estabilitat.

### Òrgans vegetatius
La Boswellia carterii té una tija simpòdica, llenyosa i de tipus fil·locladis.
Les fulles de la Boswellia carterii que tenen consistència herbàcia, són caduques, alternes i compostes imparapinnades amb un nombre imparell de folíols (deu parells i un de terminal), que creixen oposadament una respecte a l'altre al llarg de les branques. Els folíols són dentats i oblongs amb pecíols curts. Les fulles noves estan recobertes per un borrissol fi.

### Òrgans reproductors
És hermafroditao bisexual. El seu androceu està format per deu estams lliures. El gineceu és pluricarpel·lar, format per tres carpels, i el seu ovari és súper.
Té un calze gamosèpal i una corol·la dialipètala formada per cinc pètals amb una simetria actinomorfa.
Les flors, que són diminutes i regulars, de color groguenc blanquinós i amb curts peduncles (d'on se sostenen les inflorescències), que s'agrupen en ramells axil·lars més petits que les fulles i que apareixen a la primavera. De les flors surt el fruit, que és una càpsula dehiscent, és a dir, s'obre després de la maduració.

## Farmacologia

### Part utilitzada (droga)
La goma-resina que secreten la tija i les branques.

### Composició química
Resines àcides (55-65%): solubles en alcohol. Constituïdes per triterpens (derivats de l'àcid boswèllic). Gomes (10-35%): arabinosa, galactosa, àcid galacturònic. Insolubles en alcohol i solubles en aigua, similars a la goma aràbiga. Oli essencial (4-9%): conté un terpè l'olíban, felandrè, 1-pinè i dipentens. Àcid boswèllic i olíban-resines.

### Usos medicinals
L'olíban és estimulant i s'utilitza especialment en la preparació d'emplasts. Es recomana en forma d'inhalacions en el tractament de bronquitis i laringitis. Rarament s'utilitza per via interna.

### Accions farmacològiques / propietats
Inmunoestimulant, balsàmic (mucolític, expectorant), espasmolític. Per a la grip, constipats, bronquitis, enfisema i asma.

### Ús tòpic
Cicatritzant i antisèptic; la resina és rubefaent i resolutiu. També es fa servir per aftes, parodontopaties, ferides i ulceracions dèrmiques; la resina s'utilitza en inflamacions osteoarticulars, miàlgies, contractures musculars i forúnculs. Es fa servir en la composició de certs ungüents i bàlsams.

### Toxicitat
L'oli essencial és dermocàustic, tòxic i abortiu.

## Galeria

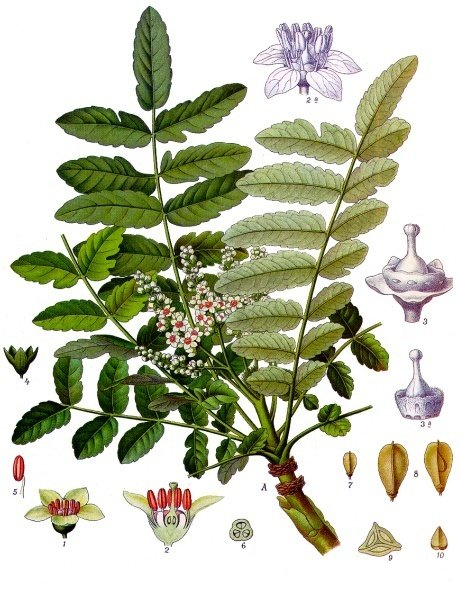
Boswellia sacra
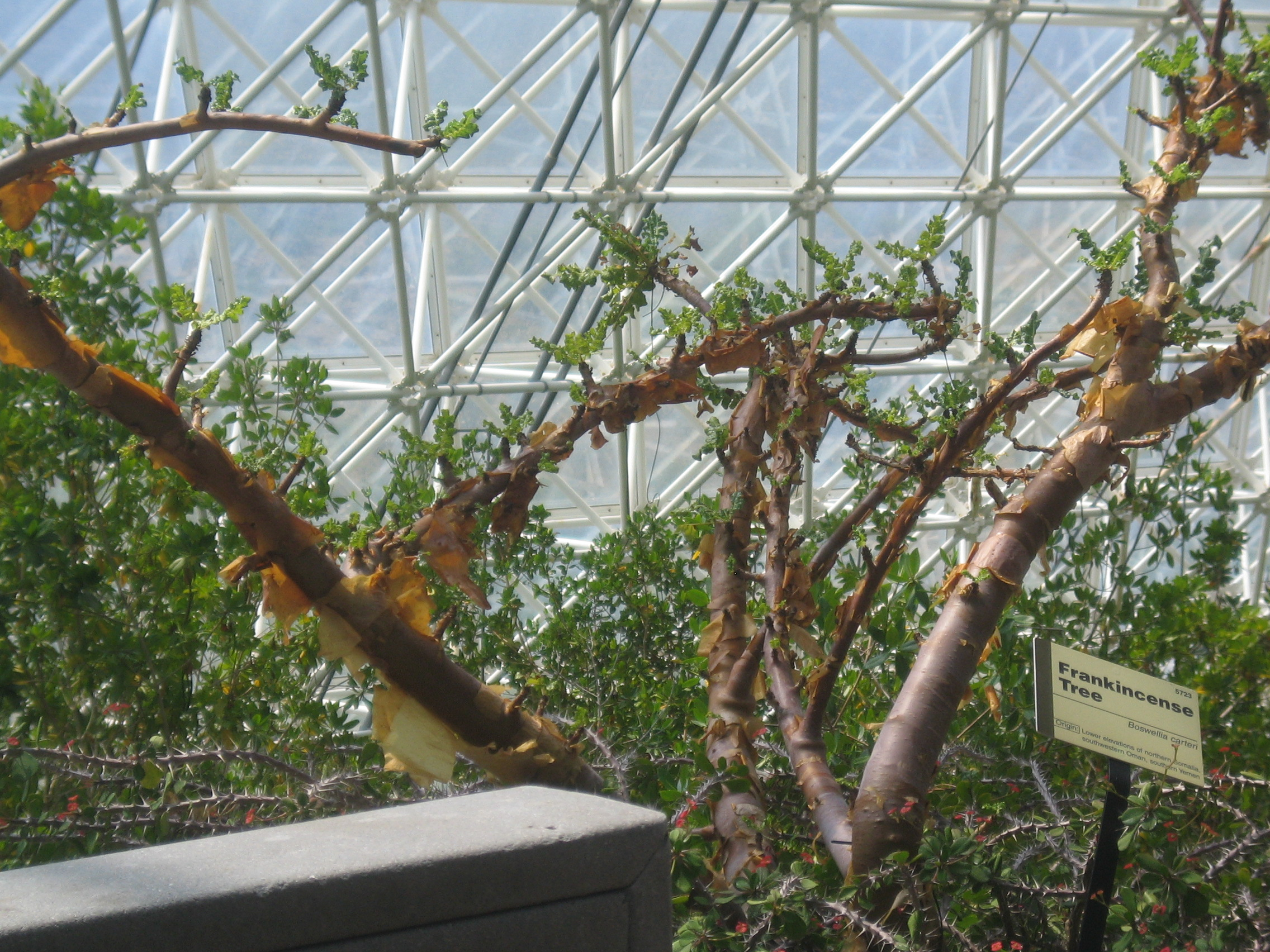
Boswellia sacra
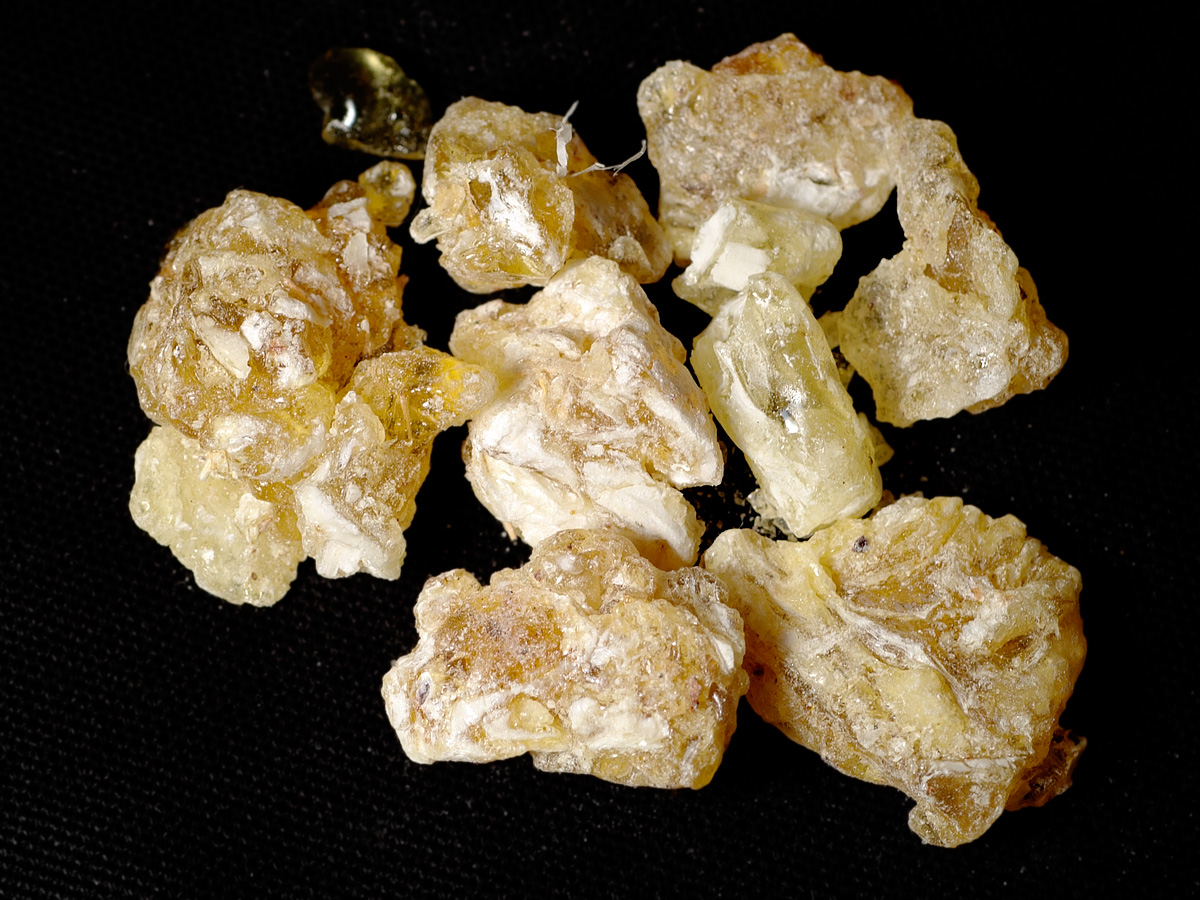
Encens del Iemen

## Observacions

### Història
Plini el va recomanar com a contraverí per a la cicuta, mentre que el cèlebre Avicena el recomanava per a tractar tumors, vòmits, disenteria i febres, a més d'estimulant de l'enteniment. A la Xina s'utilitzava tradicionalment per al tractament de la lepra. Segons conta Heròdot, cada any s'oferia una ofrena de mil "talents" d'encens a les festes dedicades a Bel, a l'altar que aquest déu tenia en el seu temple de Babilònia. L'ús d'encens amb finalitats religioses és anterior a l'època cristiana i era comú a la zona de L'Iran a Síria i Babilònia. Era l'únic tipus d'encens que utilitzaven els grecs en els seus rituals religiosos, mentre que els romans n'utilitzaven també a la seva vida domèstica.
Diu John Gerard: "L'arbre de l'encens s'assembla al nostre pi de resina o de goma, el qual té un suc que amb el temps s'endureix, i té les fulles semblants a les de l'arbre del màstic (llentiscle). Té poder d'escalfar i unir. A Aràbia n'hi ha dos tipus, la goma dels quals és recollida quan el Sol està a Leo, la qual és blanca, pura, clara i brillant."
La goma-resina de l'olíban s'obté realitzant unes incisions en l'arbre, del qual brota un líquid lletós, que ràpidament s'endureix, formant les anomenades llàgrimes, de color groguenc. L'olíban era una de les ofrenes que els mags utilitzaven en l'edat mitjana. En èpoques bíbliques l'encens que cita les Sagrades Escriptures era, amb freqüència, olíban. Els arbres joves són els que produeixen l'encens de major qualitat, i la goma-resina es recol·lecta entre maig i setembre.

### Extracció de la resina
L'arbre comença a produir resina quan té una edat d'entre 8 i 10 anys, i s'extreu fent una petita incisió al tronc o a les branques, havent extret abans l'escorça. Aquesta resina solidifica en contacte amb l'aire i és recollida manualment. Les resines de millor qualitat provenen dels exemplars de les zones més seques recollides durant els mesos més càlids. Es fa servir tant fresca com seca, obtenint petits grans que en escalfar o destil·lar es fonen parcialment alliberant la seva aroma característica.